# Amjad Sabri
Amjad Sabri (23 de diciembre de 1976 - 22 de junio de 2016) fue un destacado cantante pakistaní sufí del qawali, género musical asociado con el sufismo. Fue asesinado por dos pistoleros en Karachi en junio de 2016. En declaraciones a la BBC británica, la facción pakistaní del movimiento integrista musulmán de los talibanes reivindicó el asesinato.